# مسجد هاجر خاتون
مسجد هاجر خاتون هو مسجد تاريخي يعود إلى القرن التاسع الميلادي، ويقع في سنندج.

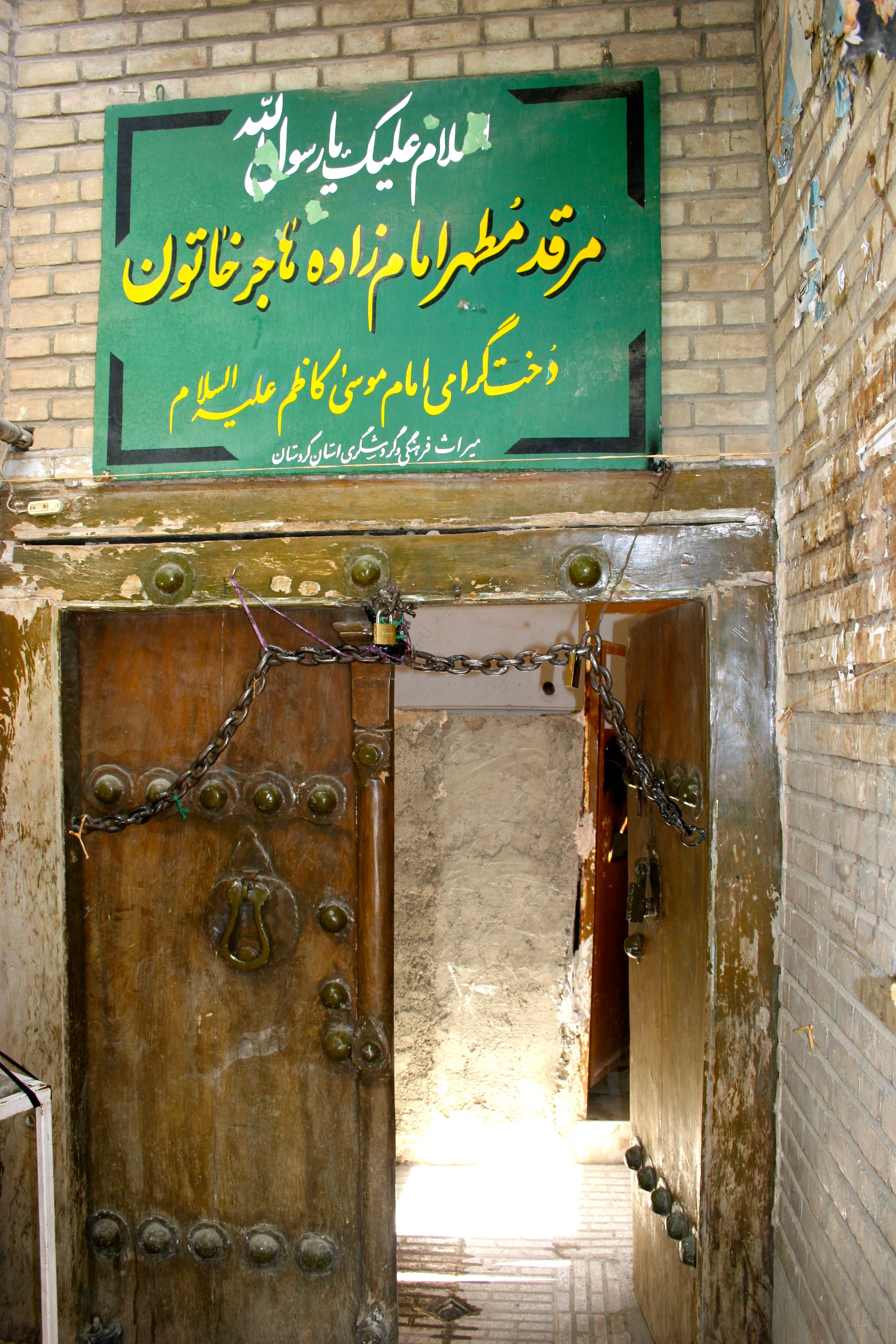